# Terrence Little Gardenhigh
Terrence William Little Gardenhigh (20 de abril de 2007, Carolina del norte, Estados Unidos) es un actor estadounidense. Es conocido por su papel en la serie de Nickelodeon Danger Force y en la película Coffee & Kareem con el actor Ed Helms.

## Trayectoria
Gardenhigh comenzó a actuar a los 11 años en la serie de televisión Speechless, seguida de otra aparición en la serie de televisión Unpredictable Family en 2018. Su gran papel llegó con su papel de Miles Macklin en la comedia de Nickelodeon Danger Force, que fue producida por Christopher J. Nowak. Está en Nickelodeon en 2020 y es una serie derivada creada por Henry Danger.

## Filmografía
- 2018: Speechless
- 2019: Unpredictable Family
- 2020: Henry Danger
- 2020: Danger Force
- 2020: Coffee & Kareem
- 2022: Unidad de rescate